# Fluxiderma
Fluxiderma är ett släkte av bukhårsdjur. Fluxiderma ingår i familjen Chaetonotidae.
Kladogram enligt Catalogue of Life:
| Fluxiderma | \| \| Fluxiderma conicinnum \| \| \| \| \| \| Fluxiderma montanum \| \| \| \| \| \| Fluxiderma verrucosum \| \| \| \| |
|            | \| \| Fluxiderma conicinnum \| \| \| \| \| \| Fluxiderma montanum \| \| \| \| \| \| Fluxiderma verrucosum \| \| \| \| |
|            | Arenotus |
|            | |
|            | Aspidiophorus |
|            | |
|            | Caudichthydium |
|            | |
|            | Chaetonotus |
|            | |
|            | Chitonodytes |
|            | |
|            | Diuronotus |
|            | |
|            | Halichaetonotus |
|            | |
|            | Hemichaetonotus |
|            | |
|            | Heterolepidoderma |
|            | |
|            | Ichthydium |
|            | |
|            | Lepidodermella |
|            | |
|            | Musellifer |
|            | |
|            | Polymerurus |
|            | |
|            | Pseudichthydium |
|            | |
|            | Rhomballichthys |
|            | |
|            | Undula |
|            | |
|            | Fluxiderma conicinnum                                                                                                 |
|            | |
|            | Fluxiderma montanum                                                                                                   |
|            | |
|            | Fluxiderma verrucosum                                                                                                 |
|            | |

|  | Fluxiderma conicinnum |
|  |                       |
|  | Fluxiderma montanum   |
|  |                       |
|  | Fluxiderma verrucosum |
|  |                       |